# Anthony Weber (rink hockey)
Pour les articles homonymes, voir Anthony Weber et Weber.
Anthony Weber est un joueur français de rink hockey né le 6 janvier 1989, qui joue actuellement au club de Noisy-le-Grand et qui a été sélectionné en équipe de France à maintes reprises.

## Biographie
Né le 6 janvier 1989, Anthony Weber a vécu son enfance à Émerainville. Il prend sa première licence en 1999 à Noisy-le-Grand où il gagne, de 2000 à 2008, quatre trophées de champions de France jeunes et termine 2e à quatre reprises. Il est sélectionné pour la première fois en équipe de France en 2007, à l'occasion des Championnats d'Europe 2006 à Saint-Omer. Il a depuis, été sélectionné en équipe de France à neuf reprises. En 2007, Anthony Weber joue pour sa première saison en Nationale 1 Elite avec le CS Noisy-le-Grand qu'il ne quittera plus avant 2010. Il joue avec ce club trois saisons consécutives, où il est toujours dans les dix meilleurs buteurs du championnat et le meilleur buteur du club. Il participe à une édition de la Coupe CERS avec ce club en 2009 mais ne passe pas le tour préliminaire.
Il évolue de 2010 à 2012 au club de La Vendéenne depuis la saison 2009-2010 où il gagne son premier titre de Coupe de France. Il joue avec ce club une 2e fois la Coupe CERS mais sera éliminé en huitième de finale.
En 2010, il fait partie des trois yonnais à participer au championnat d'Europe avec Benoît Rainteau et Florent David. Il y réalise l'exploit de marquer les trois buts français à l'Italie dans une quart de finale gagnée 3-2, ainsi que d’offrir un tir au but au français lors du match pour la troisième place face à l'Allemagne, synonyme de médaille de bronze pour les bleus.
À la fin de la saison 2011-2012, il décide de repartir dans son club d'origine, le CS Noisy-le-Grand, promu en Nationale 1, premier échelon du rink hockey français.
En 2013, Weber est de nouveau sélectionné en équipe de France pour jouer son second championnat du monde en Angola
En 2015, il prêta son nom à la célèbre marque de barbecue.

## Palmarès

### En Joueur

#### En club
2010 / 2011 - La Roche sur Yon (Joueur D1)
2011 / 2012 - La Roche sur Yon (Joueur D1)
2012 / 2013 - CS Noisy le Grand RS (Joueur D1 )
2013 / 2014 - CS Noisy le Grand RS (Joueur D1)
2014 / 2015 - CS Noisy le Grand RS (Joueur D1)
2015 / 2016 - CS Noisy le Grand RS (Joueur D1)

##### Avec LV La Roche-sur-Yon
- Vainqueur de la Coupe de France en 2011

##### Avec le CS Noisy-le-Grand
- Vainqueur de la coupe de France poussin 2000, benjamin 2002 et cadet 2006
- Finaliste de la coupe de France minime 2004, cadet 2005 et junior 2007[5]
- Vainqueur de la coupe de France des régions cadet 2006[6]

#### En équipe de France
. 6eme au Championnat du monde 2015 (La roche sur yon, France)
. 8eme au Championnat du monde 2013 (Lunanda, Angola)
. 4eme Championnat d'Europe 2012 (Paredes, Portugal)
- 6e du Championnat du monde 2011 ( San Juan, Argentine )
- 3e au Championnat d'Europe 2010 ( Wuppertal, Allemagne )
- 5e au Championnat du monde 2009 ( Vigo, Espagne )
- 6e au Championnat du monde juniors 2007 (Santiago, Chili)
- 5e du championnat d'Europe junior masculin de rink hockey 2006 (Saint-Omer, France)
- 3e du championnat d'Europe jeunesse masculin de rink hockey 2005 (Quimper, France)
- 4e du championnat d'Europe jeunesse masculin de rink hockey 2004 (Viareggio, Italie)

### En Entraîneur
- Finaliste de la coupe de France des régions U-15 avec la sélection d’Île-de-France 2013(Saint-Omer)
- 3e de la coupe de France des régions U-15 avec la sélection des pays de la Loire 2012 (Ergué-Gabéric)
- 2e de la coupe de France des régions U-15 avec la sélection des pays de la Loire 2011 (Saint-Omer)
- Vainqueur de la coupe de France des régions Minimes avec la sélection d’Île-de-France 2010[7]
- Vainqueur de la coupe de France poussin 2006 avec Noisy-le-Grand[5]

## Sélections nationales
- Championnat d'Europe -20 ans: 2006
- Mondial Jeunesse: 2007[8]
- Coupe des nations: 2009[9], 2011
- Mondial A: 2009[10], 2011, 2013, 2015
- Coupe Latine: 2010[11]
- Golden Cup Blanes: 2010, 2011
- Championnat d'Europe: 2010, 2012

## Liens Externes
- Biographie de Anthony Weber (rink hockey) sur le site du HoqueiPatins.cat (ca)
- Biographie de Anthony Weber sur Rink-hockey.net (en)